# Service à thé

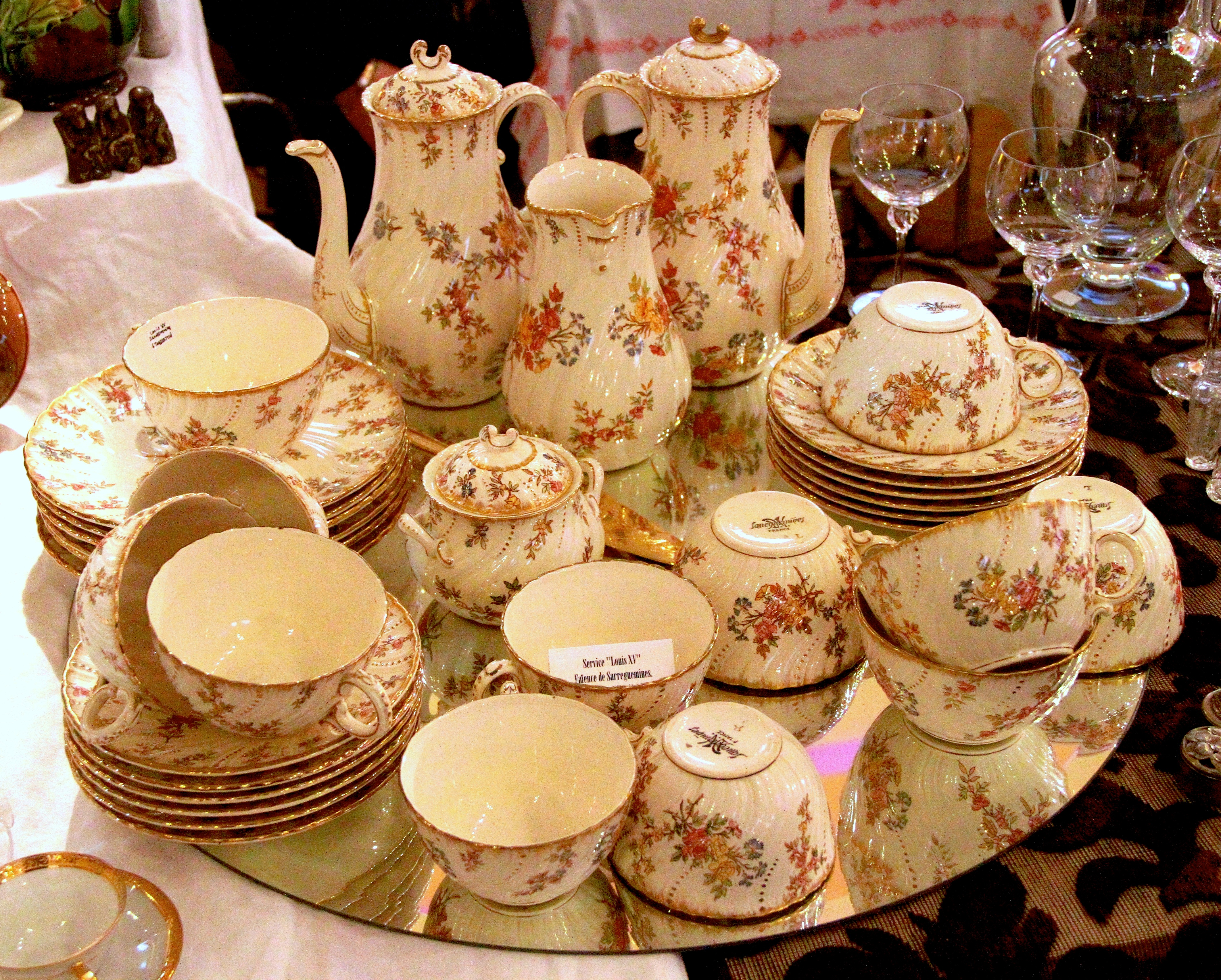
Service à thé en faïence de Sarreguemines.

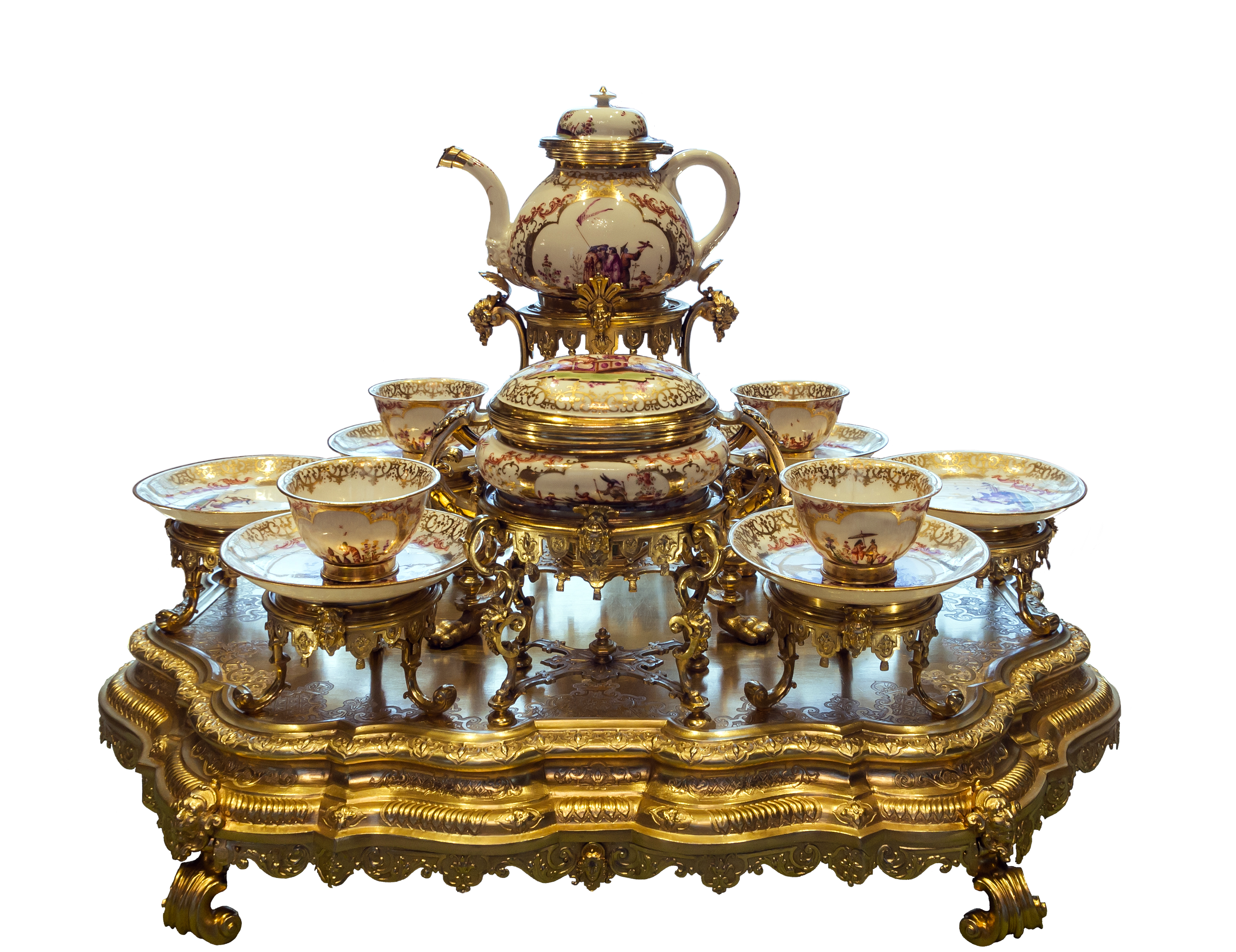
Service à thé bavarois en porcelaine décorée à la chinoise et son surtout en vermeil, Munich, XVIIIe siècle.

Un service à thé est un service de table composé de vaisselle destinée à servir et boire le thé, que ce soit lors du goûter, du thé ou la cérémonie du thé.

## Compositions
Le service à thé peut comprendre :
- une théière,
- des tasses à thé (en),
- des soucoupes,
- des cuillères à thé,
- un pot à lait,
- un sucrier,
- une passoire à thé (en),
- des sachets de thé,
- un infuseur à thé,
- une boîte à thé,
- un bol de décantation (en),
- une caddy spoon,
- etc.